# Бертангл
Бертангл (фр. Bertangles) насеље је и општина у североисточној Француској у региону Пикардија, у департману Сома која припада префектури Амјен.
По подацима из 2011. године у општини је живело 584 становника, а густина насељености је износила 68,14 становника/km². Општина се простире на површини од 8,57 km². Налази се на средњој надморској висини од 59 метара (максималној 131 m, а минималној 51 m).

## Демографија
| 1962. | 1968. | 1975. | 1982. | 1990. | 1999. | 2011. |
| ----- | ----- | ----- | ----- | ----- | ----- | ----- |
| 284   | 287   | 387   | 646   | 700   | 654   | 584   |

График промене броја становника у току последњих година